# Intruders (film, 2011)
Pour les articles homonymes, voir Intruders.
Pour plus de détails, voir Fiche technique et Distribution.
Intruders est un thriller fantastique hispano-américain réalisé par Juan Carlos Fresnadillo, sorti en 2011.

## Synopsis
Deux enfants, un garçonnet en Espagne et une fillette en Angleterre, partagent les mêmes cauchemars de la visite d'un intrus sans visage. Leurs parents voient les mêmes apparitions, se transformant peu à peu en terreurs qui mettent leurs vies en danger.

## Fiche technique
- Titre original et français : Intruders
- Réalisation : Juan Carlos Fresnadillo
- Scénario : Nicolás Casariego et Jaime Marques
- Direction artistique : Iñigo Navarro
- Costumes : Tatiana Hernández
- Photographie : Enrique Chediak (en)
- Montage : Chris Gill
- Musique : Roque Baños
- Production : Belén Atienza, Mercedes Gamero et Enrique López Lavigne
- Sociétés de production : Antena 3 Films, Apaches Entertainment, Universal Pictures International
- Sociétés de distribution : UPI (Belgique, Canada, Espagne, France)
- Pays d'origine :  Espagne,  États-Unis
- Langues originales : anglais, espagnol
- Format : couleur - 2,35:1 - 35 mm - son Dolby Digital
- Genre : Thriller, horreur, fantastique
- Durée : 101 minutes
- Dates de sortie :
  - Espagne : 7 octobre 2011
  - Belgique, France : 11 janvier 2012
  - États-Unis : 30 mars 2012
- Public : 
  - États-Unis : R-Restrcited (les mineurs de moins de 17 ans doivent être accompagnés d'un adulte)
  - France : avertissement : des scènes, des propos ou des images peuvent heurter la sensibilité des spectateurs lors de sa sortie en salles mais déconseillé aux moins de 12 ans à la télévision

## Distribution
- Clive Owen : John Farrow
- Carice van Houten : Susanna Farrow
- Daniel Brühl (VF : Philippe Allard) : le père Antonio
- Pilar López de Ayala : Luisa
- Ella Purnell : Mia Farrow
- Izán Corchero : Juan
- Kerry Fox : Dr Rachel
- Hector Alterio : le vieux prêtre
- Adrian Rawlins : l'inspecteur de police

## Production
Intruders est né de l'imagination des producteurs d'Apaches Entertainment Enrique López-Lavigne, Belén Atienza et du réalisateur Juan Carlos Fresnadillo, s'interrogeant sur l'origine de la peur qui apparaît souvent dans l'esprit des enfants. Apaches Entertainment a réalisé le projet grâce au financement des deux autres productions Antena 3 Films et Universal Pictures International.
Confié aux scénaristes Nicolás Casariego et Jaime Marqués (l'un est écrivain et l'autre scénariste-réalisateur), le scénario a pris une année d'écriture.
Le tournage a lieu en fin juin 2010 entre Londres et Madrid pendant douze semaines,, d'où le déroulement de l'histoire du film.
Le chef monteur Chris Gill s'est appliqué au montage entre six et sept mois, le temps de « trouver le rythme adapté au film et passer naturellement d'un pays à l'autre de manière à donner l'impression de suivre deux pistes d'une histoire jusqu'à ce qu'elles explosent », a expliqué le réalisateur.